# باول سايمور (أستاذ جامعي)
باول سايمور (بالإنجليزية: Paul Seymour)‏ هو رياضياتي بريطاني، ولد في 26 يوليو 1950 في بليموث في المملكة المتحدة.

## الجوائز والتكريم
- جائزة أوستروفسكي (2003).[5]